# Бельмонте, Луи
Луи Бельмонте (фр. Louis Belmontet; 26 марта 1799, Монтобан — 14 октября 1879, Париж) — французский поэт и публицист итальянского происхождения.

## Биография
Луи Бельмонте посещал лицей в Тулузе, потом изучал там же юриспруденцию и по окончании курса сделался адвокатом.
Придя в столкновение с тулузским магистратом вследствие написанного им сатирического стихотворения, он отправился в Париж и был здесь дружески принят кружком поэтов-романтиков. Выступив с собранием элегий под заглавием «Les Tristes» (1824), он затем написал большое стихотворение «Le souper d’Auguste» (1828) и вместе со своим земляком Суме — трагедию «Une fête de Néron», которая в 1829 году выдержала в театре Одеон более ста представлений.
Благодаря своему пребыванию в Швейцарии, близ Арененберга, виллы бывшей королевы Гортензии, матери Наполеона III, он сделался горячим сторонником бонапартизма.
В 1830 году Бельмонте основал еженедельный журнал «Tribun du peuple», в котором защищал права сына Наполеона — римского короля на французский престол. Впоследствии он участвовал в бонапартистском органе «Le Capitol» и в 1839 году принял на себя хлопоты по изданию записок королевы Гортензии.
После февральской революции 1848 года Бельмонте деятельно агитировал в пользу восстановления империи, сопровождал президента республики в его агитационных поездках в провинцию и в 1852 году был избран депутатом от департамента Тарна и Гаронны в законодательный корпус. С тех пор он пользовался своим поэтическим талантом для возвеличивания наполеоновской династии во множестве высокопарных од.